# Najlaa Eltom
Najlaa Eltom (arabisch نجلاء عثمان التوم, DMG Naǧlāʾ ʿUṯmān at-Tūm; * 1975) ist eine sudanesische Schriftstellerin, Dichterin, Übersetzerin und Bürgerrechtlerin. Ihre in mehrere Sprachen veröffentlichten Werke setzen sich häufig mit der Situation im Sudan, Feminismus und gesellschaftlichen Organisationsformen auseinander.

## Leben
Najlaa Eltom wurde 1975 geboren und trat im Jahr 2000 als Dichterin erstmals öffentlich in Erscheinung. Sie studierte englische Literatur an der Universität Stockholm, wo sie 2015 ihren Masterabschluss machte. Seit 2012 lebt und arbeitet sie in Schweden.
Eltom veröffentlichte bislang zwei Gedichtsammlungen auf Arabisch, die 2007 in Kairo und 2016 in Istanbul erschienen. Ihre Werke wurden ins Schwedische und Englische übersetzt. Darüber hinaus ist sie als Übersetzerin tätig und veröffentlichte mehrere literarische Übersetzungen zwischen Arabisch und Englisch.
Sie nahm an bedeutenden literarischen Veranstaltungen teil, darunter die Abu Dhabi International Book Fair (2001), die Kairoer Buchmesse (2007) und das British Council's Writers Encounter (2007).

## Wirken
Najlaa Eltom gilt als wichtige Stimme in der sudanesischen Literaturszene, insbesondere aufgrund ihrer Auseinandersetzung mit feministischem Aktivismus, patriarchalen Strukturen und gesellschaftlichen Tabus. In ihren Gedichten beschäftigt sie sich oft mit Fragen der Identität, der Rolle der Frau und des individuellen Ausdrucks innerhalb einer stark männlich dominierten literarischen Tradition.
Neben ihrer literarischen Tätigkeit setzt sie sich auch für politische und gesellschaftliche Belange ein. In öffentlichen Vorträgen setzt sie sich kritisch mit der historischen und derzeitigen politischen Lage im Sudan auseinander, darunter insbesondere mit dem seit 2023 andauernden Konflikt zwischen dem sudanesischen Militär (SAF) und den paramilitärischen Rapid Support Forces (RSF).
Eltom sieht in diesem Konfliktszenario einen „neuen imperialistischen Krieg“ und kritisiert insbesondere die Rolle der Vereinigten Arabischen Emirate als Unterstützer der RSF. Gleichzeitig hebt sie lokale soziale Initiativen hervor, wie Gemeinschaftsküchen und regionale Unterstützungsnetzwerke, die angesichts der Schwäche staatlicher Strukturen eine lebenswichtige Funktion erfüllen.
Sie tritt für eine stärkere Rückbesinnung auf traditionelle Stammesorganisationen und kommunitaristische Werte ein, obwohl sie die Herausforderungen und Grenzen dieser gesellschaftlichen Modelle anerkennt. Kritik an nationalistischen Konzepten wie dem des „Neuen Sudan“, das ihrer Meinung nach gescheitert ist, verdeutlicht ihre kritische Haltung gegenüber politischen und sozialen Experimenten, die nicht auf realen sozialen Strukturen basieren.